# 格羅夫頓 (喬治亞州)
格羅夫頓（英語：Grovetown）是一個位於美國喬治亞州哥倫比亞縣的城市。

## 地理
格羅夫頓的座標為33°26′58″N 82°11′49″W / 33.44944°N 82.19694°W，而該地的平均海拔高度為147米（即482英尺）。

## 人口
根據2010年美國人口普查的數據，格羅夫頓的面積為12.52平方千米，當中陸地面積為12.49平方千米，而水域面積為0.03平方千米。當地共有人口11216人，而人口密度為每平方千米895人。